# Задача бара «Эль Фароль»
Задача бара «Эль Фароль» (англ. El Farol Bar Problem) — задача из теории игр, впервые предложенная Брайаном Артуром в книге об индуктивных умозаключениях и ограниченной рациональности, вышедшей в 1994 году.

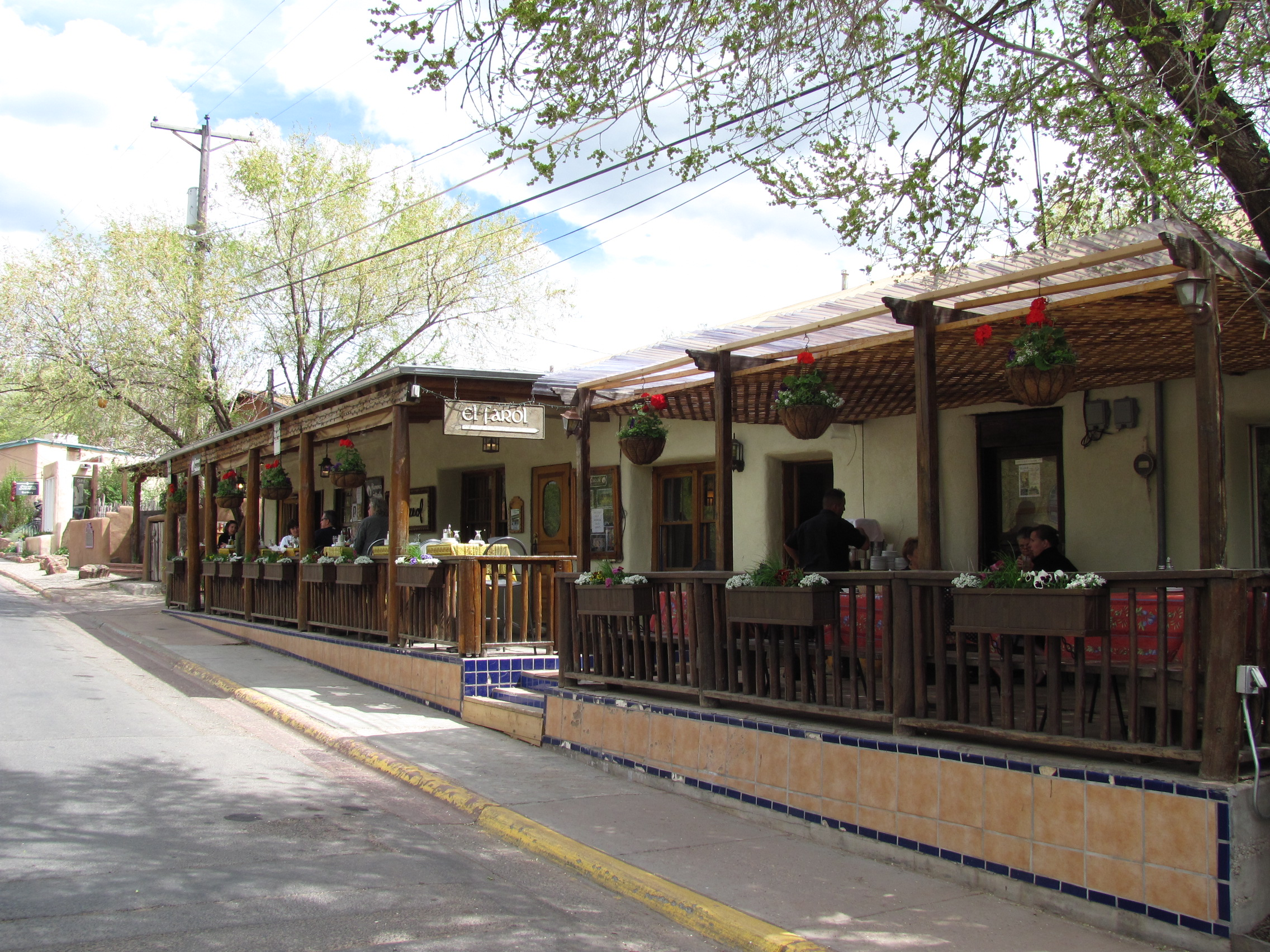
Бар «Эль Фароль» в Санта-Фе

Суть задачи состоит в следующем: каждую неделю по четвергам бар «Эль Фароль» предлагает интересную развлекательную программу. И каждую неделю завсегдатаи бара (предположим, их 100 человек) независимо друг от друга решают, пойти ли в бар в четверг вечером. Проблема заключается в том, что бар не очень большой, а потому если в какой-нибудь четверг там окажется более 60 % завсегдатаев, то они проведут время хуже, чем если бы остались дома. С другой стороны, если в баре окажется менее 60 % завсегдатаев, то они проведут время значительно лучше, чем если бы остались дома.
Таким образом, каждый завсегдатай каждый четверг должен попытаться предугадать, какое количество посетителей будет в баре сегодня вечером.
В том случае, если завсегдатай предполагает, что бар будет переполнен, он остаётся дома.
Если же завсегдатай предполагает, что народа будет немного, то он идёт в бар.
Собственно дилемма заключается в том, что решение должно приниматься каждым завсегдатаем одновременно и независимо, только на основании заполненности бара в прошлый четверг. Получается, что даже если вооружить каждого завсегдатая абсолютно надёжной стратегией, применив эту стратегию одновременно, завсегдатаи всё равно проиграют.
Эта дилемма послужила основой для игры миноритариев, в которой всегда выигрывает меньшинство.
Как признается Брайан Артур, вдохновением для задачи бара «Эль Фароль» послужил реальный бар в Санта-Фе (Нью-Мексико). В реальном баре «Эль Фароль» (исп. El Farol) каждый четверг звучала ирландская музыка. Тем не менее подобные задачи встают перед любым, кто обедает в корпоративной столовой.

## Модификации
В 2007 году было представлено обобщение задачи бара «Эль Фароль». Оно получило название «задача выбора ресторана в Калькутте». Согласно утверждению автора расширенной задачи «количество ресторанов в Калькутте, в отличие от Санта Фе, значительно». Таким образом, агенты в задаче выбора ресторана принимают решение о том, в какой ресторан пойти (а не идти ли в единственный доступный бар). Система принятия решения гораздо проще, чем в задаче «Эль Фароля»: если агент сходил в какой-то конкретный ресторан и ему там не понравилось, то он избегает его на протяжении некоторого заданного периода времени. Таким образом толпа, которая переполнила один ресторан, равномерно распределяется по остальным ресторанам (тем самым, увеличивая вероятность того, что один из них перешагнёт критический порог, и станет «непривлекательным»).
Так же как и задача «Эль Фароля», задача выбора ресторана является метафорой для отражения взаимодействия агентов на финансовом рынке. Решение пойти в бар (или ресторан) соответствует покупке акций, тогда как решение остаться дома соответствует продаже. Разница в том, что задача «Эль Фароля» отражает колебания одной акции, в калькуттской же задаче можно выбирать из множества ресторанов-акций.
Если период «отвращения», который испытывает агент после неудачного опыта в конкретном ресторане, достаточно долгий, но конечный, то система ресторанов в Калькутте самоорганизовывается в критическое состояние, которое демонстрирует некоторые математические закономерности, свойственные системам с самоорганизованной критичностью.